# Büretta

Egy modern büretta

 A büretta egy kifolyásra kalibrált térfogatmérő laboratóriumi üvegeszköz. Egy skálázott, egyenletes keresztmetszetű üvegcsőből áll, mely alul csappal elzárható. A csap lehet csiszolatos üveg, vagy teflon. Folyadékok kimérésénél van fontos szerepe. Ezt a tulajdonságát használják a titrálásoknál is. A büretta rendkívül pontos eszköz, az A jelű büretták ±0.05 milliliteres pontossággal mérnek.
A szó francia eredetű: burette kancsócskát, kis kancsót jelent.

## Használata
A büretta mérési pontosságának kihasználása céljából nagyon fontos a mérés során a szisztematikus hibák elkerülése. A bürettát állványba foglalva pontosan függőleges helyzetben használjuk. A térfogat leolvasásánál a parallaxis hiba elkerülésére szemünknek a meniszkusszal egy magasságban kell lennie. Ha átlátszó oldatunk van, akkor a meniszkusz legalsó pontját olvassuk le, ha átlátszatlan, akkor a folyadék felső peremét.
A büretta alján lógó, de még le nem cseppent folyadék is a bürettából kiengedett mennyiség része, ezért - például titrálásnál - azt az edény falához való érintésével  le kell szedni és a titráló lombikba mosni.

## Története
A büretta története a térfogatos elemzéssel egy idős. François Antoine Henri Descroizilles 1791-ben fejlesztette ki az első bürettát, amely egy beskálázott mérőhengerhez hasonlított.
Joseph Louis Gay-Lussac 1824-ben kifejlesztett egy bürettát, amelynek oldalcsöve is volt, és lényegében a mai pipetta és büretta tulajdonságait egyesítette. A térfogatos elemzés egyik nagy képviselője Karl Friedrich Mohr készítette el azt a bürettát, amely már hasonlít a mai bürettákhoz, ennek alsó részén már volt csap.

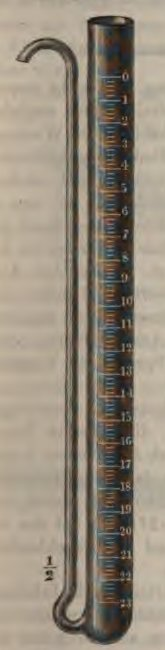
Gay-Lussac büretta

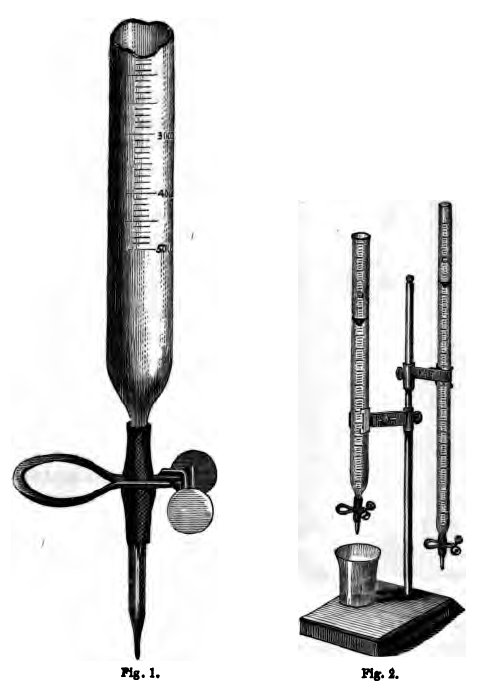
Mohr büretta